# Oud-Turnhout
Oud-Turnhout este o comună din regiunea Flandra din Belgia. Suprafața totală a comunei este de 38,80 km². La 1 ianuarie 2008 comuna avea 12.677 locuitori. 
Oud-Turnhout se învecinează cu comunele Ravels, Turnhout, Arendonk, Kasterlee și Retie.

## Localități înfrățite
- România: Dumbrava;
- Germania: Osthofen.

1. ↑  Totale oppervlakte volgens het Kadasterregister, België, gewesten en provincies (în neerlandeză), Algemene Directie Statistiek[*]